# Aymar de la Baume Pluvinel
Conde Aymar Eugène de la Baume Pluvinel (6 de noviembre de 1860 – 18 de julio de 1938) fue un astrónomo francés, uno de los iniciadores de la astrofotografía.

## Semblanza

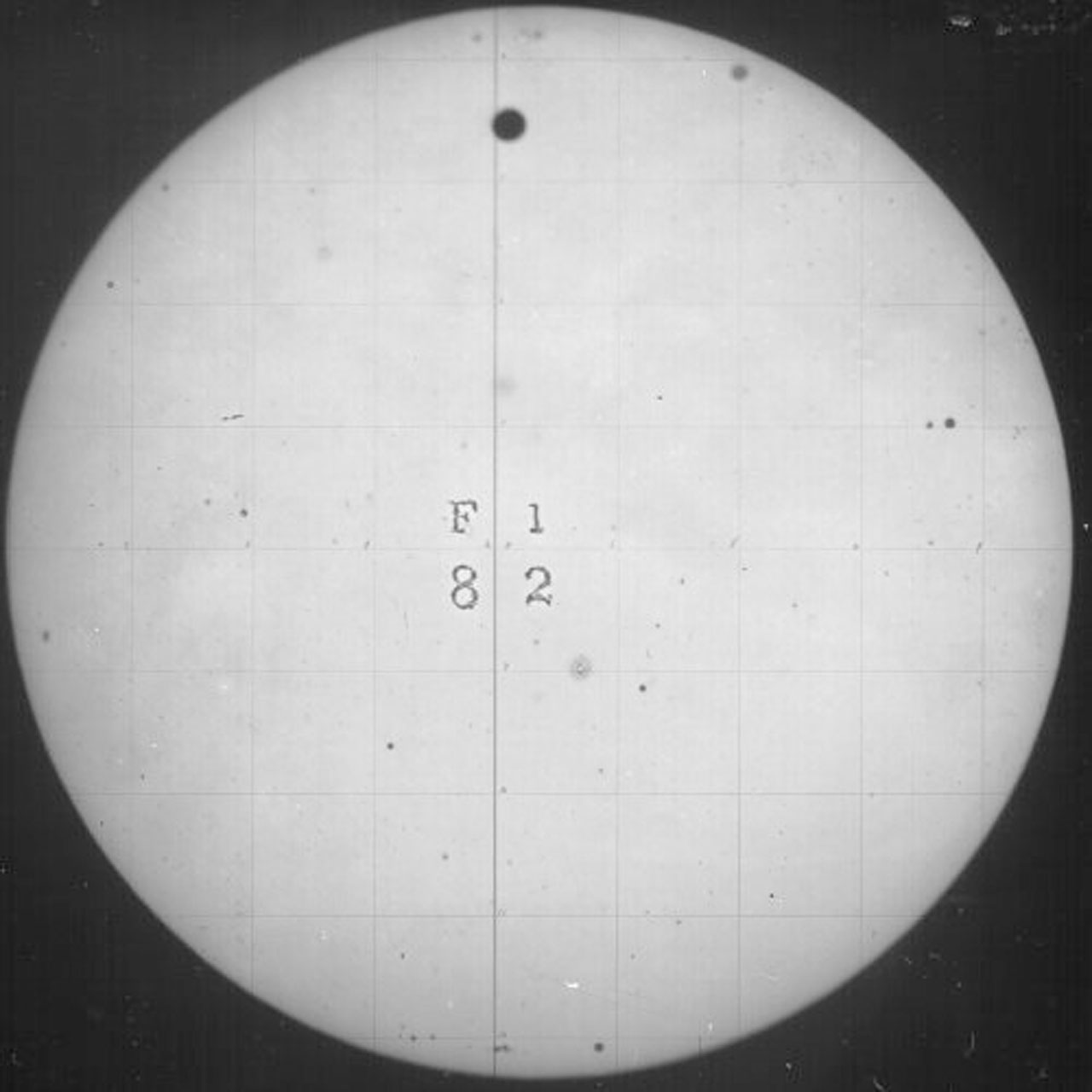
Fotografía del tránsito de Venus de 1882

Pertenecía a una antigua familia de la nobleza, cuyo miembro más conocido había sido Antoine de Pluvinel, maestro de equitación del rey Luis XIII de Francia.
Fue profesor en las Grandes écoles SupOptique (École supérieure d'optique). Siendo uno de los iniciadores la astrofotografía, participó en la expedición francesa a Haití para observar el tránsito de Venus de 1882, así como en varias expediciones francesas para observar eclipses solares.
Colaboró con su compatriota y también astrónomo Fernand Baldet en la realización de una serie de fotografías de gran calidad de Marte, que sirvieron para refutar la teoría de Percival Lowell acerca de la existencia de canales de agua en el planeta rojo.
En 1889 fue elegido miembro de la Société Astronomique de Francia, institución que presidió de 1913 a 1919. Recibió  el Premio Valz de la Academia Francesa de Ciencias en 1909.